# Hampsonodes dislocata
Hampsonodes dislocata är en fjärilsart som beskrevs av Walker 1856. Hampsonodes dislocata ingår i släktet Hampsonodes och familjen nattflyn. Inga underarter finns listade i Catalogue of Life.